# Gefängnissystem der Vereinigten Staaten
Das Gefängnissystem der Vereinigten Staaten, der Strafvollzug in den USA setzt sich aus den Gefängnissen der Bundesregierung und der einzelnen Bundesstaaten zusammen. Neben diesen zivilen Gefängnissen verschiedener Sicherheitsstandards und Zuständigkeiten existieren auch US-amerikanische Militärgefängnisse.

## Insassen
Etwa zwei Drittel (1.504.150 Personen) der 2.239.800 in den USA Inhaftierten (Stand 31. Dezember 2011) unterliegen bundes- oder einzelstaatlicher Kontrolle (Prisons). Etwa ein Drittel (735.601) ist in lokalen Gefängnissen inhaftiert (Jails), davon 15 % in von privaten Sicherheitsfirmen betriebenen Haftanstalten. 92.845 Gefangene waren in Jugendhaftanstalten untergebracht, 2.135 in Gefängnissen in den Indianerreservaten, 1.651 in Militärgefängnissen, 9.957 in Gefängnissen der Zoll- und Einwanderungsbehörden und 13.576 in sogenannten Gebietsgefängnissen (U.S. territories facilities).
Die USA haben mit 639 pro 100.000 Einwohnern (2021) die höchste Inhaftierungsrate der Welt. Zum Vergleich (Stand 2021): Russland 331, Volksrepublik China 121, Deutschland 69 Gefangene je 100.000 Einwohner.
Betrachtet man die Anzahl der Inhaftierten nach der Zugehörigkeit zu einer ethnischen Volksgruppe (in den vereinigten Staaten als Race bezeichnet), werden deutliche Unterschiede ersichtlich. In Staats- und Bundesgefängnissen waren 2017 in Haft:
- 1.549 von 100.000 farbigen Männern und Frauen
- 823 von 100.000 männlichen und weiblichen Latinos
- 272 von 100.000 weißen Männern und Frauen

Die Inhaftierungsquote ging von 2007 bis 2017 deutlich zurück, am stärksten (30,7 %) bei farbigen Männern und Frauen.
Wegen Kapitalverbrechen befanden sich 2020 2.553 zur Todesstrafe verurteilte Personen in US-Gefängnissen. 22 Verurteilte wurden 2019 hingerichtet. Seit 1930 wurden in den USA 4.863 Personen hingerichtet.
Ende 2011 befand sich jeder 45. US-Amerikaner (2,2 % der Bevölkerung) entweder im Gefängnis (2,2 Millionen), oder sie waren zur Bewährung (4,0) oder zur Haftaussetzung (0,85) auf freiem Fuß. Der Anteil weiblicher Insassen stieg auf 7 %. Zwischen 1995 und 2003 nahm die Anzahl der wegen Drogendelikten Inhaftierten um 49 % zu.
Die Strafmündigkeit setzt in den Vereinigten Staaten weitaus früher ein als etwa in Deutschland. In den meisten Bundesstaaten können bereits 7-Jährige beim Verstoß gegen ein Strafgesetz zur Verantwortung gezogen werden. Im Jahre 2000 waren in den USA 133.610 Personen unter 18 Jahren in Haftanstalten und Jugendhaftanstalten untergebracht. Im Jahre 2003 waren in 117 amerikanischen Jugendstrafanstalten auch Kinder unter 11 Jahren untergebracht. Im selben Jahr war es in 33 Bundesstaaten möglich, geisteskranke Kinder und Jugendliche auch dann in Haft unterzubringen, wenn diese nicht gegen das Strafrecht verstoßen hatten.

## Verwaltungsstruktur
Die bundesstaatliche Gefängnisaufsicht (Federal Bureau of Prisons, BOP) in Washington, D.C. wurde 1930 für die Verwaltung von 13.000 Gefangenen in 11 staatlichen Gefängnissen gegründet. Sie untersteht dem Justizministerium der USA. Die BOP unterhält 134 Gefängnisse und verwaltet mit 35.000 Mitarbeitern (1980: 10.000) etwa 85 % der bundesstaatlichen Gefangenen (weitere 15 % befinden sich wegen Verstoßes gegen lokale oder einzelstaatliche Gesetze in Bundesstaats-, Land- oder Stadtgefängnissen). Das BOP gliedert die Vereinigten Staaten in sechs Gebiete mit jeweils einem Regionalbüro, das dessen verschiedene Einrichtungen verwaltet.
| Einrichtungen | Bezeichnung                                                      | Funktion |
| ------------- | ---------------------------------------------------------------- | --- |
| CCC           | Community Correction Center                                      | halboffene Gefängnisse zur Betreuung von Entlassungskandidaten                                                          |
| CI oder DC    | Contract facilities, Detention Center                            | Privatgefängnisse, verwendet für geringe Sicherheitsstufen und spezielle Bevölkerungsgruppen wie kriminelle Ausländer   |
| FCC           | Federal Correctional Complex                                     | gegliedert in Federal Correctional Institutions (FCI) mittlerer Sicherheitsstufe und United States Penitentiaries (USP) |
| FDC           | Federal Detention Center                                         | Gefängnisse aller Stufen                                                                                                |
| FPC           | Federal Prison Camp                                              | Gefängnisse minimaler Sicherheitsstufe                                                                                  |
| FTC           | Federal Transfer Center                                          | Oklahoma City, Oklahoma, zentrales Verlegungs- und Entlassungszentrum                                                   |
| MCC oder MDC  | Metropolitan Correctional Center, Metropolitan Detention Center  | Stadtgefängnisse aller Sicherheitsstufen                                                                                |
| MCFP, FMC     | Medical Center for Federal Prisoners, Federal Medical Center     | Haftkrankenhäuser |
| STA, MSTC     | Staff Training Academy, Management and Specialty Training Center | Ausbildungszentren für Personal                                                                                         |

## Sicherheitsstufen
Die verschiedenen Gefängniseinrichtungen variieren in ihren Sicherheitsstufen, die sich in der Art der Inhaftierung sowie in Bewaffnung und im Umgang des Personals mit den Gefangenen unterscheiden. Derzeit finden fünf Stufen Verwendung, wobei die höchste und neueste (Administrative-Maximum (ADX)) seit 1994 existiert und als spezielle Einrichtung gewertet wird.

### Administrative
Umfasst spezielle Einrichtungen (MCCs, MDCs, FDCs, FTCs, FMCs und USPs) mit allen Sicherheitsstufen.

### ADX
ADX ist dabei die höchste Sicherheitsstufe für die gefährlichsten Inhaftierten wie Serienmörder und Terroristen mit Häftlingen wie Theodore Kaczynski, Terry Nichols, Zacarias Moussaoui und (vor seiner Hinrichtung) Timothy McVeigh. Die Haftbedingungen sind durch Totalisolation extrem hart (siehe auch Bundesgefängnis ADX Florence).

### High Security
Zentral durch ein abgetrenntes Sicherheitszentrum gesteuerter Türschluss mit Einzelzellenunterbringung. Einige der USP-Gefängnisse erlauben tagsüber den Aufenthalt in geschlossenen Zellentrakten oder Außenanlagen. Die Bewegungsfreiheit ist entsprechend eingeschränkt und Gefangene werden von Personal begleitet.

### Medium Security
Zentral gesteuerter Türschluss mit Einzelzellenunterbringung. Jede Zelle hat eine eigene Toilette und ein Waschbecken. Die Inhaftierten können die Zellen zur Teilnahme an Rehabilitierungsprogrammen oder zur Arbeit verlassen. Alle Anlagen sind generell doppelt vergittert, mit Wachtürmen ausgestattet und von bewaffnetem Personal kontrolliert.

### Low Security
Unterbringung in Schlafsälen mit Etagenbetten und gemeinsamen Toilettenräumen. Die Schlafsäle sind nachts verschlossen und werden, ebenso wie die Bewegung der Gefangenen, zeitweise von Gefängnispersonal kontrolliert. Die Einrichtungen (FCIs) selbst sind doppelt vergittert und bewacht.

### Minimum Security
Gefangene in Einrichtungen dieser Stufe stellen nur ein geringes Sicherheitsrisiko für die Öffentlichkeit dar und werden als überwiegend nicht gewalttätig eingeschätzt. Die Unterbringung entspricht der Low-Security-Stufe, ist aber nur gering gesichert und von weniger Personal überwacht. Die Einrichtungen (FPCs) sind einfach umzäunt, in ländlichen Gebieten zum Teil gar nicht, und werden ohne Patrouillengänge beobachtet. Die Inhaftierten arbeiten häufig für nahegelegene öffentliche Einrichtungen wie Militärbasen; manche haben Internetanschlüsse in den Zellen.

## Ländervergleich
Die Inhaftierungsrate in den USA ist mit 706 Häftlingen pro 100.000 Einwohnern zweieinhalb- bis elfmal so hoch wie in der Europäischen Union, in der sie 2010 zwischen 65 (Slowenien) und 283 (Estland) lag. Die niedrigste Rate in Europa weist Island mit 52 inhaftierten Personen pro 100.000 Einwohner auf, die Ukraine steht mit 406 an erster Stelle (The Howard League for Penal Reform, Januar 2005).

## Kritik

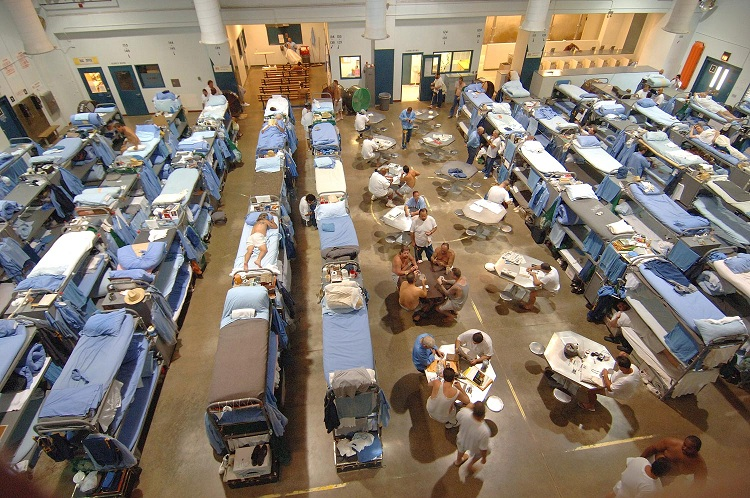
Gefangenentrakt im überfüllten California State Prison (2006)

### Afroamerikaner in US-Gefängnissen
Afroamerikaner sind in US-Gefängnissen statistisch überrepräsentiert. Auf jeden inhaftierten Weißen entfallen 2,5 Hispanos und 5,8 Afroamerikaner. In den letzten zehn Jahren ist die Inhaftierungsquote von Frauen um 646 Prozent gestiegen, wobei dieser Zuwachs zum großen Teil auf Afroamerikanerinnen entfällt. Begründet wird das u. a. mit der erheblich dichteren sozialen Kontrolle, der die afroamerikanische Bevölkerung unterliegt. Auch die Drogenpolitik, die bestimmte Delikte zwangsweise mit Gefängnishaft bestraft, sowie die Kriminalisierung der illegalen Einwanderung haben erheblich zu diesem Anstieg beigetragen. Um 2015 waren von den insgesamt rund 2,3 Millionen Strafgefangenen in den USA etwa 350.000 bzw. 15 % Muslime, ein vielfacher Prozentsatz im Vergleich zum Bevölkerungsanteil der Muslime in den USA von rund 1,1 %.
In ihrem Bestseller The New Jim Crow (2010) stellt die Juristin und Bürgerrechtlerin Michelle Alexander die These auf, dass die – in der westlichen Welt einzigartige – große Zahl der Gefängnisinsassen und vor allem die massenhafte Inhaftierung schwarzer Männer im Rahmen des „War on Drugs“ ein bewusster Mechanismus zur Unterdrückung von Afroamerikanern sei. Sie zieht Parallelen zur Geschichte der Sklaverei in den Vereinigten Staaten sowie zur bis in die 1960er Jahre praktizierten Segregationspolitik. Neben der Gefängnisstrafe selbst identifiziert sie insbesondere die Stigmatisierung von ehemaligen Häftlingen als „Kriminelle“ und den damit zusammenhängenden Verlust zahlreicher Rechte (wie des Wahlrechts) als Methode der sozialen Ausgrenzung.
Im Jahr 2018 verabschiedete der Kongress in einem überparteilichen Konsens eine Strafrechtsreform („First Step Act“), die einige der Probleme anging und zu Verbesserungen geführt hat. Aufgrund der Privatisierung und vielfältigen Verflechtungen öffentlicher und privater Leistungen sprechen Kritiker des Gefängnissystems in Anlehnung an den militärindustriellen Komplex wiederkehrend vom „gefängnisindustriellen Komplex“ (prison-industrial complex).

### Politisch Gefangene
Ein starker Impuls, das Gefängnissystem in den USA zu liberalisieren, kam aus der Studentenrevolte der 1960er Jahre. Präsident Richard Nixon nannte die Gefängnisse „Universitäten des Verbrechens“, das Magazin Rolling Stone erklärte die 1970er Jahre zum „Jahrzehnt des Gefangenen“ und forderte politische Gefangene zu Leserbriefen an die Redaktion auf.

## Filme
- Survivors Guide to Prison, 102-minütige Filmdokumentation von Matthew Cooke (Vereinigte Staaten 2018)